# Mr. Monk Goes to the Firehouse
Il signor Monk va alla caserma dei pompieri (Mr. Monk Goes to the Firehouse) è un romanzo del mistero del 2006 scritto da Lee Goldberg, basato sulla popolare e pluripremiata serie televisiva Detective Monk.

## Introduzione della trama
Adrian Monk si trasferisce temporaneamente nella casa della sua assistente Natalie Teeger, visto che la sua casa venne bruciata. A seguito di questo episodio, la figlia adolescente di Natalie, Julie, "assume" Monk per indagare sulla morte di Sparky, un popolare cane da guardia dei vigili del fuoco che è stato colpito con un'ascia nella stessa notte in cui una casa venne bruciata. Nel frattempo, Natalie comincia un'indagine sul proprietario del cane, il vigile del fuoco Joseph Cochran.

## Trama
Adrian Monk, l'ossessivo-compulsivo moderno Sherlock Holmes, è costretto a trasferirsi con la sua assistente Natalie Teeger, che è la narratrice del romanzo, visto che il suo appartamento è stato bruciato. Dopo che stabilisce alcune regole, sul fatto della pulizia e sulla posizione degli arredamenti, Natalie trova sua figlia Julie piangere nella sua stanza. Julie le dice che Sparky, un cane da guardia dei pompieri che ha visitato la sua scuola durante la settimana della sicurezza antincendio, è stato trovato ucciso la notte precedente. Monk non può sopportare di vedere Julie soffrire, e promette di risolvere al più presto il caso.
Monk e Natalie vanno a "Fire Station #28" a North Beach, la caserma dei vigili dei fuoco di Sparky, per parlare con il capitano Mantooth, il comandante della società dei pompieri. Monk ha un fascino fin da ragazzo con la lotta antincendio, complice il fatto che alla caserma le mani devono essere lavate e tutto dev'essere in perfetto ordine. Mentre egli si appresta a lucidare la scaletta del camion, peraltro già lavata, Natalie interroga Mantooth, che le dice che Sparky apparteneva a uno dei loro uomini migliori, Joseph "Joe" Cochran, e che dormiva sempre nella caserma dei pompieri mentre Joe era in servizio.
Secondo Mantooth, l'equipaggio è stato chiamato a un incendio multiplo circa quattro isolati dalla caserma intorno alle 10:00, in cui una donna anziana è stato uccisa: è morta mentre fumava una sigaretta di fronte al televisore. Tra le quattro ore in cui alla caserma non c'era quasi nessuno, il tempo di andare, spegnere l'incendio e tornare, qualcuno entrò di nascosto in caserma e uccise Sparky con un piccone. Monk esamina la scena del crimine, e spiega che cosa crede che sia accaduto: l'intruso è entrato nella caserma dei pompieri attraverso le porte del garage aperte, probabilmente alla ricerca di qualcosa da rubare (anche se stranamente, per un furto con scasso, nulla sembra mancare). A quel punto Sparky si accorge del ladro e provò a fermarlo: è allora che il malvivente impugna il piccone e uccide il cane. Dal momento che il killer non si è portato dietro l'arma, Monk capisce che l'attacco è stato probabilmente stimolato dalla paura che provava in quel momento, visto che il cane minacciava di morderlo. L'unica domanda è chi, o perché, qualcuno dovrebbe uccidere un cane della caserma dei pompieri, e che cosa avrebbe potuto cercare il killer in quel posto? Quando Monk chiede a Mantooth se mancava qualcosa o se fosse stato disturbato da qualcosa o qualcuno quando furono tornati, Mantooth dice che l'unica cosa che notò mancare erano due asciugamani; non pensa che sia importante, ma Monk è impressionato dal fatto che un uomo si possa ricordare di un simile dettaglio.
Monk e Natalie dalla caserma dei vigili dei fuoco vanno a piedi nei cinque blocchi della scena del fuoco della notte precedente, con l'intenzione di cercare Joe Cochran. Invece, si imbattono nel capitano Stottlemeyer, che deve sorvegliare la casa come luogo del crimine fino a quando l'investigatore per incendi dolosi prenderà una decisione. Stottlemeyer e l'investigatore di incendi dolosi credono che la morte sia stata un incidente: Esther Stovall, la vittima, era un'accanita fumatrice. Essi credono che mentre stava fumando una sigaretta, quest'ultima sia caduta su un mucchio di giornali, creando quindi l'incendio. Il fuoco diffuso dai giornali occupò il resto della camera, e poi il resto della casa. Tuttavia, Monk trova alcune prove che li suggeriscono che Esther è stata effettivamente uccisa: dalla posizione della vittima sul divano, lei non poteva vedere la TV, e stava guardando una sedia vuota, il che rende evidente che stava parlando con qualcun altro. Inoltre, se lei stava guardando la televisione quando è morta, perché il telecomando è sul lato opposto del tavolino rispetto alla testa che giaceva in esso della vittima? La conclusione è che qualcuno ha ucciso Ester, e che quindi abbia appiccato il fuoco per eliminare le prove e le tracce che potevano far risalire la polizia al colpevole.
Più tardi quel giorno, Monk e Natalie trovano Joe Cochran che dà da mangiare ai gatti randagi del quartiere, mentre sono in corso le indagini. Monk si rifiuta di avvicinarsi ai gatti (a causa di varie allergie), in modo che vada Natalie a parlare con Joe, e scoccano le scintille: Joe non è solo robusto e bello, ma ha anche un gran cuore, ed è molto cortese. Quando Natalie spiega il motivo per cui sono lì, Joe, un po' malinconico, dice che tutti amavano Sparky, e l'unica persona che poteva ucciderlo con un motivo sarebbe Gregorio Dumas, un allevatore di cani che abita dall'altra parte della strada dal luogo dell'incendio. Recentemente, Gregorio Dumas ha denunciato la società di pompieri con una querela dopo che Sparky impregnò il suo "premio di spettacolo per il barboncino Letitia".
Monk e Natalie parlano con Dumas. Quando Monk chiede dove si trovava la notte precedente, Dumas dice di essere stato a casa il venerdì sera, guardando la caserma dei pompieri per assicurarsi che Sparky non facesse più nulla di nuovo. Durante la visione, vide un vigile del fuoco solitario uscire dalla caserma dei pompieri. Quando Natalie dice questo 
a Joe, questi gli dice che questo è impossibile: tutti i vigili del fuoco di turno erano a casa di Esther Stovall quella notte e non hanno mai mandato nessuno indietro per le forniture. Monk pensa allora che forse Dumas ha visto l'assassino. Mentre stava discutendo con Dumas, Monk nota anche uno strano dettaglio: Dumas è così iperprotettivo del suo barboncino che la tiene in un canile chiuso, circondato da filo spinato: allora come avrebbe fatto Sparky ad averla impregnata?
Prima che Monk possa approfondire il caso del cane nella caserma dei pompieri, lui e Natalie sono costretti a ritornare di nuovo alla stazione di polizia, dove Stottlemeyer e il tenente Disher hanno ricevuto il referto dell'autopsia su Esther Stovall. La mancanza di eventuali tracce di particelle di fumo o di fuliggine nei polmoni di Ester o passaggi nasali conferma che Ester era morta prima che scoppiasse l'incendio, e lei era apparentemente stata soffocata con un cuscino. Questo caso Stottlemeyer lo chiama "il delitto perfetto": infatti l'assassino non ha lasciato nessuna traccia, impiccando l'incendio. Scoprono allora che c'è più di un testimone.
Monk e Natalie girano per il quartiere dove abitava la vittima e scoprono che non avevano dei buoni rapporti con ella: dicono che era una vecchia signora, che spiava i vicini di casa, che si lamentava a gran voce delle loro abitudini, e teneva tutti svegli tutta la notte con il miagolio dei suoi innumerevoli gatti. Peggio ancora, era l'unica persona che si rifiutava di accettare la proposta di Lucas Breen, un locale magnate immobiliare, che consisteva nel demolire le case sul lato di Esther della strada, e costruire un blocco di condominio di lusso. Ora che lei è morta, gli altri residenti sono felici di accettare la proposta di Breen e sgomberare il quartiere.
Dei vicini su entrambi i lati della strada di Esther raccontano delle storie simili: uno dei suoi vicini di casa, che lavora presso un istituto di ricerca, afferma di aver avuto per una ricerca una marea di gatti che Esther aveva acquistato, e menziona anche che Ester ha acquistato un tipo di gatto noto come Turkish Van pochi giorni prima di essere uccisa. Egli osserva inoltre che la sua casa era come una lettiera enorme (appena c'era un po' di vento uscivano dalla casa tantissimi peli). Un vicino che viveva lungo la strada di Esther dice a Monk e a Natalie che Ester ha letteralmente usato un marchingegno assurdo e soprattutto illegale per, in un certo senso, "imbrogliare" la società dove lavorava il vicino, in modo da guardare una partita di baseball. Monk osserva che il vicino vende anche auto d'epoca per fare qualche soldo (visto che lui è disoccupato), e che Esther, una volta vista la folla ammucchiata nella casa del vicino, denunciò il fatto alla polizia affermando che coabitante non aveva la licenza per vendere auto nel suo giardino.
Joe chiede a Natalie di uscire con lui, e lei accetta volentieri; poi l'uomo dona a Julie il distintivo dei vigili del fuoco dove "lavorava" Sparky, ringraziandola per tutto l'impegno che ci ha messo, chiedendo a Monk di fare delle indagini.
Il giorno successivo, Monk, Natalie, e Stottlemeyer interrogano Lucas Breen, un uomo molto tempo ricco e influente (ha un ruolo importante nella Commissione di polizia), ed è CEO della Breen Development Corporation. Breen afferma che non aveva un movente per uccidere Esther Stovall. Quando Monk chiede a Breen se ha un alibi, Breen sostiene che era a una raccolta di fondi presso l'Excelsior Tower Hotel in centro con la moglie, il sindaco, il governatore e la moglie del governatore, e almeno altre 500 persone. Dopo essere uscito dall'ufficio di Breen, Stottlemeyer si confronta con Monk, che li confida che pensa sia stato Lucas ad aver ucciso Esther.
Poi Momk compra un mazzo di fiori, e lo presenta a Natalie e a Stottlemeyer, dicendo che senza ombra di dubbio, quello dimostrava che Breen aveva ucciso Esther: si tratta di un caratteristico bouquet fatto a mano identico a quello che Monk aveva visto nella casa di Lizzie Draper, uno dei vicini che vivevano lungo la strada di Esther Stovall. Monk ha scoperto che Breen ha comprato un mazzo di fiori dal negozio per Lizzie pochi giorni prima che Esther venisse uccisa. Ha capito che Lizzie è l'amante di Breen. Dopo aver ricordato ciò che gli altri vicini di Esther ha detto circa le sue abitudini di spionaggio, Monk immagina che Ester avesse le foto incriminanti di Breen con Lizzie Draper, e che lei stesse ricattando Breen, minacciando di dire tutto a sua moglie, e lui l'ha uccisa per farla stare zitta.
Tornati alla stazione di polizia, Randy conferma che l'alibi di Breen per quella notte è estremamente solida. Quando Stottlemeyer chiede l'alibi, Monk capisce tutto: la raccolta di fondi era affollata abbastanza che Breen avrebbe potuto uscirne fuori, uccidere Ester, impiccare il fuoco nella sua casa, e riapparire parecchie ore più tardi, senza che nessuno si accorgesse del suo allontanamento. Inoltre, Breen ha progettato e costruito la Excelsior, così che egli saprebbe potuto uscire dal raduno senza essere visto dalle telecamere di sicurezza. Tuttavia, i fiori non sono una prova convincente, e senza testimoni che possono confermare che Breen era in casa quella notte, e che Breen bruciò la casa per sbarazzarsi di tutte le tracce di se stesso. Quindi non possono ancora arrestarlo per omicidio.
Ma c'è una domanda: come ha fatto Breen ad arrivare alla casa di Esther? Natalie capisce che non avrebbe potuto guidare fin lì perché la stampa lo avrebbe visto lasciare la festa, e che lui probabilmente non avrebbe chiamato un taxi per paura che il conducente potesse riconoscerlo. Monk decide allora che Breen camminò fino alla casa della vittima.
Poi vedono una macchina parcheggiata insieme a dei cassonetti della spazzatura, e credono che Breen usò quella macchina per andare alla casa di Esther senza essere visto. Mentre stanno passando un edificio con diversi uffici, un senzatetto li chiede spiccioli, e Monk gli dà diversi pacchetti di salviettine. L'uomo non è contento.
Dopo circa 20 minuti di camminata, Monk e Natalie arrivano sulla cima di una collina e si ritrovano alla caserma dei pompieri di Joe. Decidono di fermarsi e di visitare il posto, pensando che Breen avrebbe dovuto fermarsi intorno a quel punto per riprendere fiato per un minuto mentre si stava recando a casa di Esther Stovall.
Mentre sono alla caserma dei vigili del fuoco, Natalie pone a Joe altre domande sulle abitudini di Sparky, e Joe dice che a Sparky è stato concesso di correre liberamente per il quartiere quando sono stati avvisati dell'incendio al 9-1-1. Lui non sa dove è andato Sparky mentre erano alla casa in fiamme, ma nelle ultime settimane, il cane aveva sempre un cattivo odore. Monk risolve quindi un pezzo del caso, e lui e Natalie vanno dall'altra parte della strada per affrontare Gregorio Dumas: sembra che Dumas è stato abbia usato il suo barboncino nelle zone fognarie per distrarre Sparky, così non avrebbe abbaiato, mentre Dumas cercato nel seminterrato dei documenti storici riguardanti dove si trova il famoso tesoro nascosto di un ladro del XIX secolo. Ora Monk si rende conto del motivo per cui Sparky aveva un forte odore.
Dumas ammette che era in caserma la notte del delitto, e che usò i due asciugamani mancanti per pulire il liquame che aveva nelle scarpe, ma giura che non ha ucciso Sparky. Dice ancora di aver visto il pompiere solitario lasciare il garage. Monk gli crede, e dice a Natalie che Dumas ha visto Breen, che era vestito come un vigile del fuoco.

### Ecco cos'è successo
Breen lasciò l'Excelsior e andò a casa di Esther Stoval, decidendo che avrebbe provato nuovamente a ragionare con lei. Ci andò camminando perché quello era l'unico modo in cui avrebbe potuto andarci senza essere notato (non avrebbe potuto guidare la sua macchina perché i camerieri e i giornalisti lo avrebbero visto uscire, e non poteva prendere un taxi perché l'autista lo avrebbe riconosciuto). Quando arrivò a casa di Esther, quest'ultima lo minacciò di dire a tutti la sua relazione con Lizzie Draper. Fu preso dal panico, e rapidamente la uccise, e poi mise in scena la storiella del fuoco "accidentale". Mentre stava correndo per tornare in albergo, rese conto di aver lasciato qualcosa indietro, molto importante per lui. Non poteva permettere che l'oggetto fosse distrutto dal fuoco da lì a poco, e neanche che fosse usato per ricondurre i poliziotti a lui. Allo stesso tempo però non poteva ritornare sulla scena del delitto: infatti aveva visto pochi secondi prima i vigili del fuoco andare in soccorso della vittima. Allora si nascose in caserma, ma Sparky lo vide e gli corse incontro: Breen, preso dal panico, afferrò la prima cosa che li capitò fra le mani: un piccone, che scagliò sul cane. A quel punto rubò un casco e un cappotto dei vigili del fuoco, e quando tornò sulla scena del crimine, entrò nella casa, complice il fatto che ormai l'incendio era stato completamente spento. Fu in grado di recuperare l'oggetto incriminante senza che nessuno se ne accorse (visto che era vestito da pompiere, gli altri vigli del fuoco lo scambiarono per un loro collega), e alla fine riportò il casco e il giubbotto rubati alla caserma dei vigili del fuoco, prima di ritornare alla raccolta fondi.
Quando Monk e Natalie tornano in albergo, Monk spiega a Natalie che ha pensato che Breen aveva rubato il cappotto di un vigile del fuoco perché quando sono prima erano arrivati alla caserma dei pompieri, c'era un cappotto messo nel modo sbagliato. Quando Natalie sta chiedendo a Monk come possono dimostrare che Breen era in casa di Esther la notte in cui è stata uccisa, lei è quasi stata aggredita da un uomo con un coltello, ma lei ha la meglio su di lui e Monk gli chiede se ha aggredito qualcun altro in quella zona nella notte dell'incendio. Il rapinatore ammette di aver aggredito Lucas Breen nella notte in questione e di averli rubato il portafoglio, e afferma che Breen puzzava di fumo come se fosse appena fuggito da un incendio.
Monk, Natalie, e Stottlemeyer interrogano Breen nel suo ufficio, ma lui nega tutto. Lo informano su come sanno che è stato aggredito mentre stava ritornando al raduno della raccolta fondi dopo aver appiccato il fuoco. Breen dice che il rapinatore gli ha rubato anche le carte di credito, e Stottlemeyer si chiede perché non ha chiamato la polizia per la rapina. Breen afferma di essere stato aggredito mentre era fuori fumando una sigaretta, e sostiene che stava fumando un sigaro per spiegare quello che ha detto il rapinatore sul fatto che Breen puzzasse di fumo.
Il giorno successivo, Monk controlla rapidamente le condizioni climatiche di quella notte e ha anche esaminato le immagini "prima" e "dopo" di Breen alla raccolta di fondi. Si accorge che nelle "prime" foto, Breen indossa il cappotto con il suo monogramma, mentre nelle foto "dopo" l'incendio, vede che Breen non ha più il suo cappotto.
Monk spiega ciò che pensa sia successo: secondo una tabella di meteo, ha smesso di piovere intorno alle 21:30, e la caserma dei vigili del fuoco di Joe è intervenuta alle 22:00. Se Breen ha impiegato 40 minuti per andare alla casa di Esther fino all'hotel (dove si svolgeva la raccolta fondi), l'uomo deve essere partito alle 21:15 dalla raccolta fondi diretto alla scena del crimine, quindi stava ancora piovendo quando è uscito dalla festa. Di conseguenza, ha indossato il suo cappotto per non bagnarsi troppo. Monk sostiene che quando è arrivato a casa di Esther, Breen deve aver appeso il cappotto e cercato di ragionare con Esther, che lo minacciò con le sue immagini compromettenti, e questo spinse Breen a soffocare la vittima. Poi appiccò il fuoco e scappò fuori dalla casa. Dopo pochi isolati di cammino in direzione dell'albergo, si ritrovò di fronte alla caserma dei vigili del fuoco, ed è qui che si accorge del suo enorme errore: ha lasciato il suo cappotto nella casa di Esther. In esso c'era inciso il monogramma del suo nome, quindi la polizia lo avrebbe scoperto subito. Allora, vedendo che la caserma era vuota, ci entrò, uccidendo Sparky e rubando il cappotto e il casco dei pompieri. Poi ritornò alla casa della vittima e si riprese il cappotto.
Monk e Natalie ritornano alla caserma dei pompieri. Natalie sostiene che stanno tornando indietro per vedere dove Breen può aver abbandonato il cappotto, ma Monk capisce rapidamente che Natalie vuole anche vedere Joe, grazie anche agli indizi del suo comportamento che ha notato (come al fatto che non ha mai smesso di leggere davanti a un giornale l'articolo su un magazzino andato a fuoco la sera prima che fossero ricoverati due vigili del fuoco, oppure che controllava sempre l'orologio per vedere se era un buon momento per chiamare). Mentre Natalie sospetta che Breen lasciò il cappotto a casa di Lizzie Draper, Monk sottolinea che ciò sarebbe stato molto rischioso, e teorizza che Breen probabilmente buttò il cappotto in mezzo al tragitto tra la caserma e l'albergo. Durante la loro ricerca, Randy chiama Natalie per dire loro che il rapinatore ha confermato che Breen indossava il cappotto quando è stato aggredito. Monk e Natalie cercano la giacca tra i cassonetti, ma quando li hanno controllati tutti Monk crede che il cappotto sia stato già recuperato e che si trovi nella discarica della città.
Monk e Natalie vanno alla discarica e parlano con Chad Grimsley, il manager, chiedendogli di tenere la spazzatura dal Excelsior Hotel per un paio di giorni in modo che possano cercare il cappotto in esso. Hanno in programma di andare da Stottlemeyer per ottenere i loro mandati di perquisizione, ma sono costretti a incontrarlo a un'indagine per omicidio nei pressi di Sutro Tower. Monk risolve rapidamente l'omicidio dove stava indagando Stottlemeyer, ma quest'ultimo informa Monk che è difficile che il giudice li dia un mandato di perquisizione per indagare su della spazzatura.
Purtroppo, il giudice si rifiuta di rilasciare a Stottlemeyer un mandato di perquisizione, e gli ordina di smettere di molestare Breen con accuse malevoli e di iniziare la ricerca di altri sospetti. Stottlemeyer, tuttavia, ha ancora fiducia nelle capacità di Monk come detective, e come tale sa che se Monk crede che Breen sia il responsabile dell'uccisione di una vecchia signora e un cane, probabilmente ha ragione. Allora manda una squadra di investigatori alla caserma dei vigili del fuoco per vedere se negli indumenti antincendio rubati da Breen ci fossero delle impronte digitali. Randy sottolinea il fatto che loro non sanno esattamente quale giubbotto e quale caschetto è stato usato da Breen quella sera, ma Stottlemeyer dice che questa è la loro ultima possibilità per incastrare l'assassino.
Poi, Joe e molti reclutati fuori servizio dei vigili del fuoco aiutano Monk e Natalie a cercare il giubbotto nella spazzatura, ma alla fine non lo trovano. Quella notte, Natalie trascorre il suo secondo appuntamento con Joe, che non va molto bene: infatti, la donna è infastidita dal fatto che Joe prende con troppa disinvoltura il suo lavoro.
Nel bel mezzo dell'appuntamento, tuttavia, Natalie è costretta ad andarsene, visto che Stottlemeyer la chiama insieme a Monk per informarli che c'è stato un nuovo omicidiuo. Un uomo senza fissa dimora è stato trovato ucciso a randellate con un mattone nel suo accampamento. Secondo il medico legale, l'uomo era morto da due ore quando è stato scoperto. Stottlemeyer osserva che i poliziotti sono molto fortunati: una pattuglia di passaggio vide la commozione di massa che coincise con la scoperta del corpo (visto che era morta una persona, gli abitanti del posto erano spaventati e dispiaciuti). Monk comincia a starnutire, notando che l'uomo sembra aver dormito con dei gatti. In seguito Stottlemeyer consegna a Monk delle salviettine, dicendogli che erano nella tasca della vittima. Allora Natalie si ricordò del senzatetto che incontrarono nei palazzi, a cui Monk aveva appunto regalato delle salviette.
Monk si rende conto che, nonostante le gelide temperature, il morto non indossava un cappotto; poi vide camminare nella strada un uomo che portava un giubbotto sporco. Allora l'investigatore afferma subito che Breen ha ucciso anche l'uomo senza fissa dimora. Stottlemeyer è scettico, notando che Monk sta tentando di fare di Breen un tipo di serial killer, mentre Monk pensa che Breen sia semplicemente un uomo che sta cercando di farla franca dopo aver ucciso una donna. Egli spiega che ruolo ha il senzatetto nella vicenda: dopo aver recuperato il cappotto e rimesso il vestiario antiincendio alla caserma dei vigili del fuoco, Breen tornò in albergo, dove, nel parcheggio, fu aggredito. In seguito, prima di entrare nell'hotel, Breen mette il cappotto in uno dei cassonetti della Excelsior (probabilmente perché era stato parzialmente bruciato dal fuoco, e quindi era rovinato: Breen non avrebbe potuto giustificare questo fatto alla moglia e agli invitati, visto che secondo loro egli non si era mai spostato dalla raccolta fondi). Più tardi quella notte, l'uomo senza fissa dimora, ormai deceduto, lo raccolse. Non sapeva nulla sul perché fosse lì, ma quando Monk, Natalie e Stottlemeyer stavano interrogando Breen nel suo ufficio sulle accuse di omicidio, l'uomo vide dalla finestra il senzatetto con il suo cappotto. Allora Breen, che non poteva correre il rischio che quella prova schiacciante potesse capitare nelle mani dei poliziotti, uccise l'uomo senza fissa dimora e si riprese il giubbotto.
Allora Monk, Stottlemeyer e Natalie vanno di corsa nella casa di Breen, ma è troppo tardi: quest'ultimo infatti ha già incenerito il cappotto nel camino, e mentre starnuta, sintomo di un brutto raffreddore, dice che non hanno nessuna prova per arrestarlo.
I due poliziotti rischiano poi di essere esclusi dalle indagini, prima che Monk incoraggiasse il suo capo a continuare le indagini e a non arrendersi.
Stottlemeyer e Natalie affrontano Breen nel suo ufficio all'ultimo piano, mentre Monk rimane nella hall. Egli lì chiama su un telefono cellulare, e al momento giusto, Natalie comincia a riprendere un gatto bianco miagolare. Breen inizia a starnutire, e Monk rivela il suo asso nella manica: Breen starnutiva in modo assurdo quando erano intervenuti a casa sua. Egli aveva affermato di avere un raffreddore, ma Monk ha appena dimostrato che lui e Breen hanno una cosa in comune: sono entrambi allergici ai gatti. Il gatto che Natalie sta portando, è uno di quelli che Esther Stoval aveva acquistato pochi giorni prima di essere uccisa. Monk ricorda, inoltre, che ha avuto un attacco di starnuti quando ha incontrato l'uomo senza fissa dimora che fu poi ucciso, e poi quando ha avuto una crisi simile quando era all'accampamento del morto. Inizialmente aveva pensato che l'uomo era vissuto con dei gatti, ma non c'erano lettiere da nessuna parte vicino all'accampamento. Ora si rende conto che i peli di gatto sul cappotto di Breen furono raccolti durante l'incendio. Stottlemeyer rivela che stanno cercando la macchina di Breen e perquisendo la sua casa.
A quel punto Breen è estremamente spaventato, e prova a fuggire dall'ufficio attraverso un ascensore privato. Tuttavia, Monk ha un piano. Quando Breen è in procinto di guidare fuori dal garage, Monk afferra due ciotole di zuppa di vongole dal ristorante della hall e li getta sul parabrezza di Breen, accecandolo, e facendogli perdere il controllo e facendolo andare fuori strada. Breen, gravemente ferito, dopo aver perso molti dei suoi denti nello schianto, esce dalla macchina con in mano una pistola e afferma, che prima di andare in carcere, vuole uccidere Monk. Prima che Breen possa tirare il grilletto, Randy appare improvvisamente e spara alla pistola che ha l'assassino in mano. Quando Stottlemeyer e Natalie arrivano al piano di sotto, Randy dice loro che li seguiva, perché pensava che avrebbero bisogno di un aiuto, anche se Stottlemeyer li fa notare che ha anche violato un ordine diretto.
Soddisfatti, Monk e Natalie ritornano alla caserma dei pompieri per informare gli equipaggi che hanno catturato l'assassino di Sparky. Joe è euforico e vuole portare fuori Natalie a festeggiare, ma lei dice che è stata costretta a prendere una decisione difficile: lei è innamorata di Joe, ma non può vivere con un altro uomo che svolge un lavoro pericoloso; lei e Julie hanno già perso Mitch (il marito di Natalie, morto poco prima). Joe è mortificato, ma accetta la sua decisione.
Julie è così grata a Monk per aver trovato l'assassino di Sparky. Mentre Monk si prepara a tornare a casa, Stottlemeyer va da loro a dirli che Breen è stato incarcerato, viste tutte le prove a suo sfavore.